# Dél-dunántúli Pirostúra
A Dél-dunántúli Pirostúra (röviden DDP) egy túramozgalom, amely a Tolna, Baranya és Somogy vármegyék területén haladó, piros sávval jelzett útvonal bejárásával teljesíthető. A szekszárdi autóbusz-állomástól a siófoki víztoronyig tartó, Pécset és Kaposvárt is érintő útvonal hossza 322,9 km, a szintemelkedés összesen 5170 méter.
Az útvonal jelzéseinek, pecsételőhelyeinek karbantartója a Somogy Megyei Természetbarát Szövetség.

## Története
A Piros Túra a Somogy, Tolna és Baranya megyei természetbarátok összefogásával valósult meg, az egyesületek közös munkájában kibővítették a Duna völgyéből induló piros sáv jelzésű vándorutat Kaposvártól a Balatonig. A jelenlegi túramozgalom a pecsételőkönyv 1996-os első kiadásával indult. A korábbi változat amikor a túramozgalom Szekszárdtól Kaposvárig vezetett 1987-ben indult. Akkor jelent meg az első igazoló füzet, melyet a Baranya megyei természetbarátok adtak ki.

## Útvonala

### Érintett települések
- Tolna vármegye: Szekszárd, Szálka, Mőcsény (Zsibrik településrész is)
- Baranya vármegye: Ófalu, Mecseknádasd, Komló (Mecsekjánosi, Mecsekfalu és Sikonda városrészek), Pécs, Bükkösd, Dinnyeberki, Ibafa, Boldogasszonyfa (Antalszállás településrész)
- Somogy vármegye:Bőszénfa, Kaposvár (Töröcske városrész is), Magyaregres, Somogygeszti, Mernye (Mernyeszentmiklós településrész), Ecseny, Igal, Somogyacsa, Somogydöröcske, Szorosad, Miklósi, Zics, Nágocs, Andocs, Kapoly, Zala, Tab, Bábonymegyer, Siófok (Töreki városrész is)[2]

### Szakaszai
Az útvonal három vármegyében, többnyire erdei utakon vezet. A Sárköz peremét alkotó Szekszárdi-dombságtól indul, a Mecsekben főként 400 méter felett, majd betyárok nyomain a Zselicben és Külső-Somogyban halad. Útközben a túrázó a két évezredes történetű pannon táj kulturális örökségeit is megismerheti, kezdve a rómaiaktól, a honfoglaló magyarokon, a hódító törökökön, és osztrákokon át, az évszázadok alatt betelepülőkig.
A túra időkorlátozás nélkül, gyalog teljesíthető tetszőleges megszakításokkal. A teljesítés elismeréséhez az igazolófüzetet a megfelelő bélyegzőhelyeken le kell pecsételtetni (pecsét hiányában egyéb módon igazolni, hogy a túrázó tényleg járt a helyszínen), majd a füzetet a túramozgalom irányítójához, a Somogy megyei Természetbarát Szövetséghez be kell küldeni. A sikeres teljesítőket az egyesület kitűzővel és jelvénnyel díjazza.
| Sorszám  | Szakasz kezdete   | Szakasz vége      | Táv      |
| -------- | ----------------- | ----------------- | -------- |
| 1        | Szekszárd         | Szálka            | 16 km    |
| 2        | Szálka            | Mecseknádasd      | 23,6 km  |
| 3        | Mecseknádasd      | Várvölgy          | 18,1 km  |
| 4        | Várvölgy          | Kőlyuk            | 16,2 km  |
| 5        | Kőlyuk            | Szentkút          | 17,8 km  |
| 6        | Szentkút          | Bükkösd           | 20,8 km  |
| 7        | Bükkösd           | Bőszénfa          | 28,8 km  |
| 8        | Bőszénfa          | Kaposvár          | 25 km    |
| 9        | Kaposvár          | Mernyeszentmiklós | 24 km    |
| 10       | Mernyeszentmiklós | Somogyacsa        | 22,7 km  |
| 11       | Somogyacsa        | Miklósi           | 28,4 km  |
| 12       | Miklósi           | Kapoly            | 21,3 km  |
| 13       | Kapoly            | Bábonymegyer      | 21,2 km  |
| 14       | Bábonymegyer      | Siófok            | 25,2 km  |
| Összesen | Összesen          | Összesen          | 309,1 km |

## További információ
- Az útvonal honlapja
- Hevesi Zoltán: Dél-Dunántúli Piros Túra. http://hevesiz53.blogspot.com/2009/09/del-dunantuli-piros-tura.html. (Hozzáférés: 2020. május 5.)